# Электрометаногенез
Электрометаногенез — форма производства электротоплива, в которой метан производится путем прямого биологического преобразования электрического тока и диоксида углерода.
Технологии производства метана вызывали интерес научного сообщества до 2000 года, но электрометаногенез оставался вне области интереса до 2008 года. С 2008 года количество публикаций, касающихся каталитического метанирования, увеличилось с 44 до более 130. Электрометаногенез привлек большое внимание из-за предлагаемых приложений. Производство метана с помощью электрического тока может обеспечить хранение возобновляемой энергии. Электрический ток, производимый из возобновляемых источников энергии, можно посредством электрометаногенеза преобразовать в метан, который затем использовать в качестве биотоплива . Электрометаногенез также можно рассматривать как метод улавливания диоксида углерода и использовать для очистки воздуха.
В природе образование метана происходит биотически и абиотически. Абиогенный метан производится в меньших масштабах, и необходимые химические реакции не используют органических веществ. Биогенный метан образуется в анаэробных природных средах, где метан образуется в результате разложения органических материалов микробами или микроорганизмами. Исследователи обнаружили, что процесс производства биогенного метана можно воспроизвести в лабораторных условиях посредством электрометаногенеза. Снижение СО2 при электрометаногенезе облегчается с помощью электрического тока на биокатоде в микробной электролитической клетке и с помощью микробов и электронов (уравнение 1) или абиотически получаемого водорода (уравнение 2).
(1) CO2 + 8H + + 8e - ↔ CH4 + 2H2O
(2) CO2 + 4H 2 ↔ CH4 + 2H2O

## Биокатод
Биокатод — это катод, используемый в микробной электролизной ячейке во время электрометаногенеза. Микроорганизмы в данном случае используется для катализирования процесса принятия электронов и протонов от анода. Биокатод обычно изготавливается из дешёвого материала, такого как углерод или графит, как и анод. Популяция микробов, помещенная на биокатод, должна улавливать электроны из материала электрода (углерода или графита) и преобразовывать эти электроны в водород.

## Механизм
Механизм электрометаногенеза представлен на рисунке 1. Вода вводится в систему с анодом, биокатодом и микробами. На аноде микробы притягивают молекулы H2O, которые затем окисляются после включения электрического тока от источника питания. Кислород выделяется со стороны анода. Протоны и электроны, окисленные из H2O, проходят через мембрану, где они попадают в материал, составляющий биокатод. Новый микроб на биокатоде обладает способностью переносить новые электроны из материала биокатода и преобразовывать их в протоны. Эти протоны затем используются в основном пути, который управляет образованием метана в электрометаногенезе, — восстановлении CO2. CO2 поступает на биокатодную сторону системы, где он восстанавливается протонами, продуцируемыми микроорганизмами, с образованием H2O и метана (CH4+). Производится метан, который затем может быть выпущен со стороны биокатода и сохранен.

## Ограничения
Одним из ограничений является потеря энергии в биоэлектрохимических системах, производящих метан. Это происходит в результате перенапряжения на аноде, мембране и биокатоде. Потери энергии значительно снижают эффективность процесса. Ещё одно ограничение — биокатод. Поскольку биокатод так важен для электронного обмена и образования метана, его состав в значительной мере влияет на эффективность реакции. Предпринимаются попытки улучшить биокатоды, используемые в электрометаногенезе, путем комбинирования новых и существующих материалов, изменения формы материалов или применения различных «предварительных обработок» поверхности биокатода, тем самым повышая биосовместимость.